# リン酸トリフェニル
リン酸トリフェニル（triphenyl phosphate）は、化学式がOP(OC6H5)3の化合物である。フェノールのリン酸エステルで、常温では無色の固体である。可塑剤、難燃剤として使われる。

## 合成
リン酸トリフェニルは塩基の存在下で塩化ホスホリルとフェノールとを反応させて合成する。
{\displaystyle {\rm {POCl_{3}+3HOC_{6}H_{5}\longrightarrow OP(OC_{6}H_{5})_{3}+3HCl}}}